# Koniofora sklepní
Koniofora sklepní (nebo také popraška sklepní, latinsky Coniophora puteana) je saprofytická dřevokazná houba hnědé hniloby, tedy houba celulózovorní. Houba rozkládá celulózu a hemicelulózu, které využívá jako zdroj energie a živin a zanechává za sebou hnědou kostkovitě drolivou hnilobu. Tuto kostkovitou strukturu představuje lignin, což je jedna ze složek dřeva, kterou houba neumí zpracovat. Koniofora umí celulózu rozkládat díky peroxidu, který si generuje pomocí Fentonovy reakce (interakce peroxidu s železnatým kationtem za vzniku hydroxylového radikálu: H2O2 + Fe2+ → OH− + OH• + Fe3+).  Dřevo se tímto rozkládá, ztrácí na hmotnosti i objemu a křehne. Tato houba škodí také ve stavebnictví, kde se také používá při zkoušce preventivní účinnosti proti dřevokazným houbám.

## Popis
Plodnice koniofory sklepní tvoří nažloutlé rozlité povlaky o průměru 10 až 50 cm a tloušťce 0,5–2 mm. Ve stáří se povrch zabarví díky dozrávajícím plodnicím až do kávově hnědé s třásnitým bělavým okrajem. Povrch plodnice je voskovitý a hrbolatý, vzácně hladký. Lze ji snadno zaměnit se dřevomorkou domácí (Serpula lacrymans), jejíž plodnice mají obdobný vzhled, rozdíl je však v příznacích napadení. Dřevo napadené konioforou sklepní bývá většinou mokré, v pokročilé fázi hniloby se rozpadá na kostky, které jsou v porovnání s dřevomorkou drobnější. Napadené dřevo lze pak snadno v ruce rozmělnit na prach.

## Výskyt

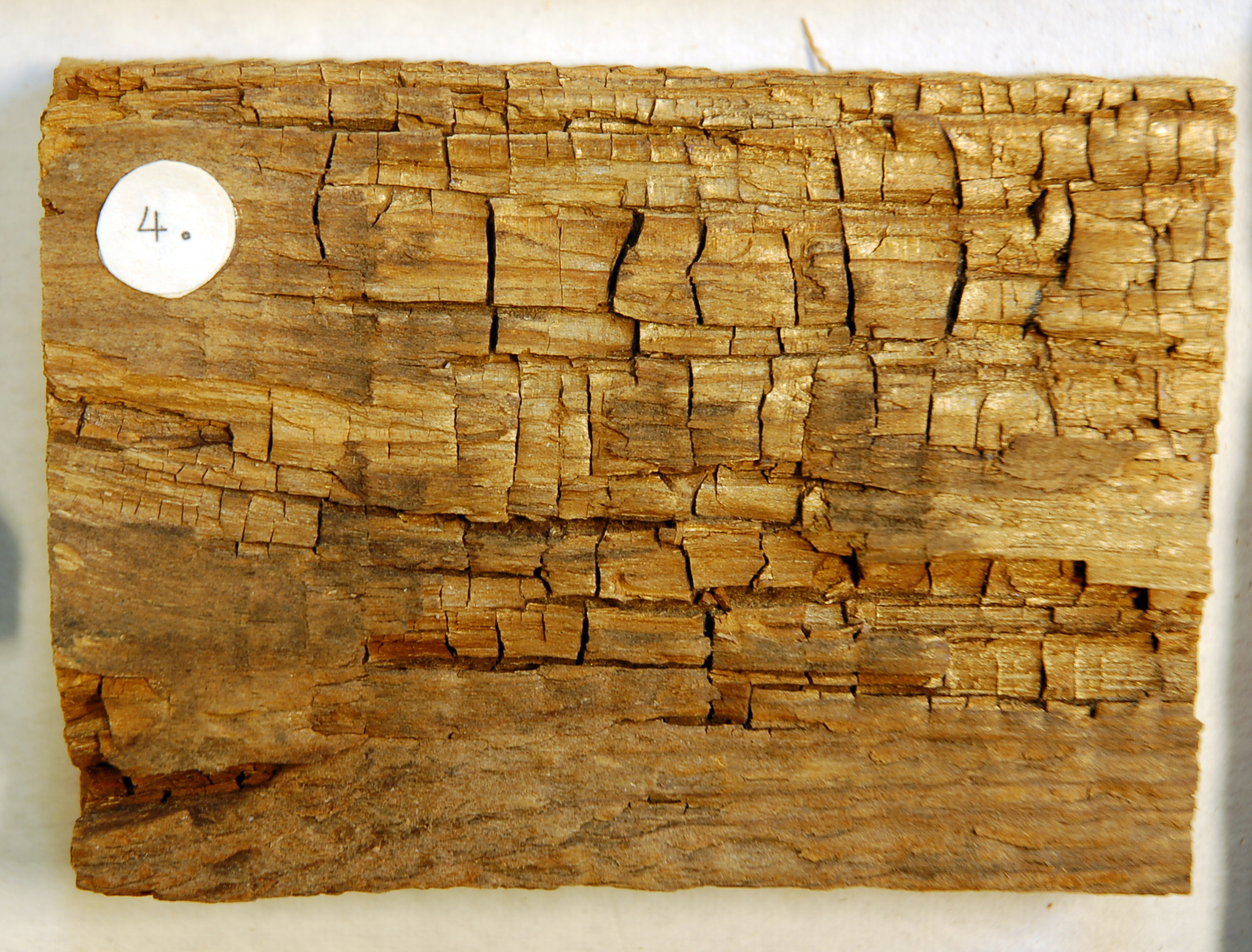
Dřevo napadené konioforou se rozpadá v kostkovitou strukturu

Koniofora sklepní se vyskytuje po celém území naší republiky a můžeme ji najít v létě i na podzim v listnatých i jehličnatých lesích, kde napadá zdravé i odumírající vlhké dřevo. Vyhovuje jí vlhkost okolo 50 %, je tak mezi dřevokaznými houbami na vlhkost nejnáročnější. Jestliže dojde v průběhu jejího života k poklesu vlhkosti, houba pozastaví svůj růst nebo odumírá. Podhoubí se nejlépe daří při teplotách okolo 24 °C, ovšem dobře odolává i nižším teplotám a vedrům do 40 °C. Nákaza se šíří většinou směrem od povrchu dřeva dovnitř do dřevní hmoty. Koniofora nenapadá pouze stromy, ale také dřevěné stavby, na kterých způsobuje značné škody zejména ve sklepech, podlahách či na půdách. Je považována v tomto ohledu za druhou nejnebezpečnější houbu, hned po dřevomorce domácí. Tyto dvě houby se často vyskytují současně, jelikož koniofora vylučuje do svého prostředí kyseliny, které představují vhodné prostředí pro dřevomorku.

## Bioremediace
U hub hnědé i bílé hniloby bývá často zkoumán jejich bioremediační potenciál, tedy schopnost degradace určitých polutantů, v tomto případě zejména v půdním prostředí. Tuto schopnost mají díky zmiňovanému peroxidu, který si ve svých buňkách generují. Peroxid je totiž velmi reaktivní látka a dokáže tedy oxidovat velkou škálu sloučenin a tím je přetvářet na netoxické produkty. Typickou aplikací těchto hub bývá smíchání půdy obsahující polutanty s pilinami inokulovanými houbami schopnými tyto polutanty remediovat. Tyto houby se pak živí z přidaných pilin a zároveň peroxid vodíku oxiduje látky nežádoucí v půdě.
Některé látky, které je koniofora sklepní prokazatelně schopna remediovat:
- polycyklické aromatické uhlovodíky (např. antracen, 1,2-benzantracen a benzo(k)fluoranthen) [7]
- chromovaný arseničnan měďnatý, který se dříve používal k impregnaci dřeva [8]

## Klasifikace
Koniofora sklepní je eukaryotický organismus z říše hub, patří do kmene Basidiomycota (houby stopkovýtrusné), třídy Agaricomycetes (stopkovýstrusé) a řádu Boletales (hřibotvaré). Rod Coniophora náleží čeledi Coniophoraceae.

## Synonyma
- popraška sklepní
- popraška smrková
- Thelephora puteana
- Corticium puteanum
- Corticium puteanum var. areolatum
- Thelephora puteana var. areolata
- Coniophora puteana subsp. areolatum
- Coniophora puteana var. areolata
- Tomentella brunnea
- Coniophora brunnea
- Coniophora cerebella f. campestris
- Coniophora cellaris [10]